# Altes Schloss (Meersburg)

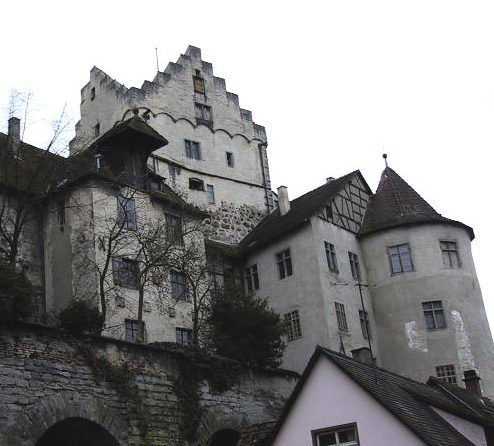
Altes Schloss in Meersburg

Het Kasteel Meersburg (Duits: Burg Meersburg), lokaal ook gekend als het Altes Schloss (in vergelijking met het naburige 18e-eeuwse Neues Schloss), is een kasteel gelegen in de Duitse plaats Meersburg. Het dateert van de 7e eeuw en is waarschijnlijk gebouwd om de aanlegsteiger van de veerboot over het Bodenmeer te beschermen. Het kasteel wordt nog steeds bewoond en doet tegenwoordig tevens dienst als museum.

## Geschiedenis
Het kasteel was voor een lange tijd eigendom van de prins-bisschoppen van Konstanz, als zij uit die zelfde stad waren verbleven, woonden ze 
in dit kasteel.
Het kasteel werd een tijdje bewoond door dichteres Annette von Droste-Hülshoff. Ze droeg haar gedicht ‘Das Altes Schloss’ op aan het kasteel.
In de 18e eeuw werd in de nabijheid het Neues Schloss Meersburg gebouwd voor de prins-bisschoppen.